# Serre-les-Sapins
Serre-les-Sapins település Franciaországban, Doubs megyében. Lakosainak száma 1921 fő (2022. január 1.). Serre-les-Sapins Pouilley-les-Vignes, Besançon, Champvans-les-Moulins, Franois és Chemaudin et Vaux községekkel határos.

## Népesség
A település népessége az elmúlt években az alábbi módon változott:
| Lakosok száma | 434  | 894  | 1251 | 1563 | 1535 | 1556 | 1639 | 1764 | 1794 | 1921 |
|               | 1968 | 1982 | 1990 | 2006 | 2013 | 2015 | 2017 | 2019 | 2020 | 2022 |